# Rosbeeva
Rossbeevera — рід грибів родини Boletaceae. Назва вперше опублікована 2011 року.